# Elasomeran
Elasomeran, ook wel bekend als 'het Moderna-vaccin' (codenaam mRNA-1273) is een COVID-19-vaccin van het type mRNA-vaccin dat is ontwikkeld door de Amerikaanse overheidsdiensten NIAID en  BARDA, en het farmaceutische bedrijf Moderna. Het vaccin staat geregistreerd bij het EMA onder de merknaam Spikevax®.
In het vaccin zit een stukje nagemaakt coronavirus-RNA. Dat RNA stimuleert het lichaam corona-eiwitten aan te maken, die op hun beurt het afweersysteem tot actie prikkelen om antilichamen aan te maken, wat het immuunsysteem versterkt tegen het Covid-19 virus. De bescherming na vaccinatie neemt na verloop van tijd langzaam af. Hervaccinatie is dan nodig om de immuniteit op peil te houden.
Het vaccin wordt toegediend in twee doses van 0,5 ml via een intramusculaire prik, met vier weken tussentijd. Een derde inenting, de boosterprik, volgt na zes tot twaalf maanden.
Op 18 december 2020 kreeg mRNA-1273 een versnelde goedkeuring van de Amerikaanse FDA. Het werd goedgekeurd in de Europese Unie op 6 januari 2021 en in het Verenigd Koninkrijk op 8 januari 2021.